# Bébinn (gigantessa)
Nel ciclo feniano della mitologia irlandese, Bébinn (talvolta scritto Bebhionn) è una bellissima gigantessa dal portamento aristocratico, che cerca protezione dai Fianna quando un brutto gigante la insegue. 
Il nome Bébinn, piuttosto comune nell'antica Irlanda, è, nella stessa mitologia anche a quello di una divinità associata al parto, ma si tratta probabilmente di un personaggio distinto. 